# 배윤진 (바둑 기사)
배윤진(裴允珍, 1986년 7월 21일 ~ )은 대한민국의 바둑 기사이다.

## 약력
강동 명인바둑도장 출신으로 김수장 9단 문하에서 바둑을 배웠다. 1996년 롯데배 최고위전 꿈나무조와 2000년 파크랜드배 페어대회, 명인배 학생대회에서 우승했다. 2000년 10월, 18회 여류입단대회를 통해 입단했다.
2004년 2단으로 승단했고, 2005년 제7기 여류명인전과 제5기 오스람코리아배 신예연승최강전 본선에 진출했다. 그리고 2006년 제13기 여류국수전 본선과 2008년 제14기 가그린배 프로여류국수전 본선에 각각 올랐다.
2010년 3단으로 승단했다.